# Anastasija Novikava
Anastasija Aljaksandraŭna Novikava (in bielorusso Анастасія Аляксандраўна Новікава?); 16 novembre 1981) è una sollevatrice bielorussa.
Il 10 agosto 2008 ha conquistato la medaglia di bronzo alle Olimpiadi di Pechino 2008 nella categoria 53 kg sollevando 213 kg. nel totale, successivamente revocata per doping nel 2015, con conseguente squalifica per quattro anni.